# Aru (Saaremaa)
Pour les articles homonymes, voir Aru.
Aru est un village de l'Ouest estonien se situant dans la Commune de Saaremaa (jusqu'en octobre 2017 commune de Leisi) dans le comté de Saare.

## Population et localisation
Le village compte 22 habitants au 31 décembre 2021. Il est situé à 34 km au nord-est de la capitale de l'île, Kuressaare.

## Histoire
En 1319, le vassal épiscopal Mondesvaste de Arole  d'origine estonienne est mentionné dans un document.
Le village d'Arrull est enregistré pour 1519 . Le manoir d'Arromois est documenté depuis 1782 . Son dernier propriétaire avant l'expropriation dans le cadre de la réforme agraire estonienne de 1919 était le Germano-balte Georg von Rehekampff.